# اشتیاق (احساس)

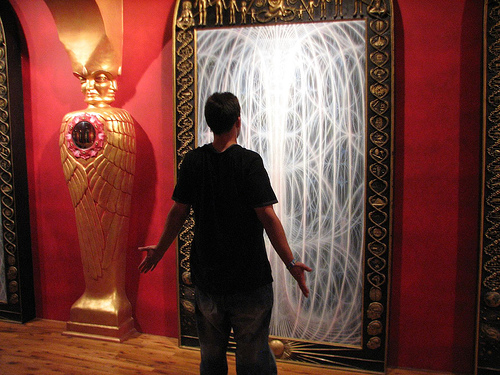
بازدید کننده از گالری کاری از الکس گری را تحسین می‌کند.

شوق یا اشتیاق (به انگلیسی: Enthusiasm) (همچنین مشتاق (Eager)) لذت بردن فراوان، علاقه یا تأیید چیزی است. در اصل کلمه به الهام یا دارا بودن الهام الهی یا حضور خداوند اشاره می‌کند، و فرهنگ لغت جانسون، اولین فرهنگ لغت جامع زبان انگلیسی، شوق را «باور بیهوده به دریافت وحی» یا «اعتماد به نفس بیهوده به برخورداری از لطف الهی یا ارتباط با خداوند» معنی کرده است.

## استفاده کاربردی
کلمه «شوق» برای اشاره به کسی که خداوند را مجذوب کرده‌استفاده شد. این کلمه از کلمه یونانی ἐνθουσιασμός از ἐν و θεός و ουσία گرفته شده است، که معنی آن کنترل شده توسط حضور خداوند است، و یونانی‌ها، آپولون (در مورد زن غیبگو و جادوگر آپولو)، و دیونیسوس (در قضیه مایندادس) برای ابراز مالکیت الهی آن را بکار گرفتند. از این کلمه در معنی مجازی هم استفاده شد. بر اساس تعلیمات سقراط الهام شاعران شکلی از شور است. کلمه محدود به باور الهام یا اشتیاق شدید مذهبی شد.

## برای مطالعهٔ بیشتر
- Ronald Knox. Enthusiasm: a Chapter in the History of Religion, with Special Reference to the XVII and XVIII Centuries. Oxford, Eng. : Oxford University Press, 1950. viii, 622 p.
- جان لاک. An Essay Concerning Human Understanding. vol. 2. New York: Dover Publications
- Susie Tucker. Enthusiasm: A Study in Semantic Change. London: Cambridge University Press